# Бабичевка (Смоленская область)
Бабичевка — деревня в Шумячском районе Смоленской области России. Входит в состав Студенецкого сельского поселения. Население — 22 жителя (2007 год).
Расположена в юго-западной части области в 25 км к северо-западу от Шумячей, в 16 км севернее автодороги А101 Москва — Варшава («Старая Польская» или «Варшавка»), на берегу реки Соженка. В 23 км юго-восточнее деревни расположена железнодорожная станция Осва на линии Рославль — Кричев.
25 марта 1918 года согласно Третьему Уставу Бабичевка была провозглашена частью Белорусской Народной Республики. 1 января 1919 года согласно постановлению I съезда Коммунистической партии Беларуси он вошел в состав Белорусской ССР, но 16 января Москва вместе с другими этнически белорусскими территориями приняла село в состав РСФСР.

## История
Бывшая деревня Мстиславского воеводства, Великого Княжества Литовского.
В годы Великой Отечественной войны деревня была оккупирована гитлеровскими войсками в августе 1941 года, освобождена в сентябре 1943 года.